# Фавершем
Фавершем (англ. Faversham) — прибрежный город в английском графстве Кент.

## История
На месте города находилось древнеримское поселение. В 811 году поселение стало королевским городом, там при короле Этельстане собирался витенагемот.
В 1147 году в Фавершеме король Стефан построил аббатство, в котором затем были похоронены его жена Матильда Булонская и он сам.
В 1538 году, при ликвидации монастырей, Фавершемское аббатство было упразднено, а в 1546 году город получил королевскую грамоту об инкорпорации, согласно которой в Фавершеме образовывалась муниципальная корпорация с печатью и правом приобретать движимое и недвижимое имущество без специального разрешения, правом владеть и свободно распоряжаться тем имуществом, которым она уже располагает, судебными полномочиями, собственной тюрьмой, правом на конфискованное имущество, рыночными правами, правом издавать местные законы. 
Около 1573 года в Фавершеме основали пороховой завод, производство взрывчатых веществ в городе продолжалось до 1934 года.
В XX веке город стал крупным центром судостроения.